# Canton de Saint-Étienne-de-Saint-Geoirs
Le canton de Saint-Étienne-de-Saint-Geoirs est une ancienne division administrative française située dans le département de l'Isère et la région Rhône-Alpes.

## Géographie
Ce canton était organisé autour de Saint-Étienne-de-Saint-Geoirs dans l'arrondissement de Grenoble. Son altitude variait de 337 m (Saint-Siméon-de-Bressieux) à 785 m (Plan) pour une altitude moyenne de 423 m.

## Histoire
De 1833 à 1848, les cantons de Roybon et de Saint-Etienne-de-Saint-Geoirs avaient le même conseiller général. Le nombre de conseillers généraux était limité à 30 par département.

## Représentation

### Conseillers d'arrondissement (de 1833 à 1940)
Le canton de Saint-Étienne appartenait à l'arrondissement de Saint-Marcellin jusqu'à sa disparition en 1926.
| Période                                  | Période | Identité                           | Étiquette | Qualité |
| ---------------------------------------- | ------- | ---------------------------------- | --------- | --- |
| 1833                                     | 1848    | François Pierre Simian (1799-1878) |           | Notaire, maire de Saint-Étienne-de-Saint-Geoirs                                                             |
|                                          |         |                                    |           | |
| 1931                                     | 1937    | M. Marion                          | PRS       | Agriculteur, maire de Saint-Geoirs                                                                          |
| 1937                                     | 1940    | M. Arnaud                          | Radical   | Maire de Saint-Pierre-de-Bressieux                                                                          |
| 1940                                     |         |                                    |           | Les conseils d'arrondissement ont été suspendus par la loi du 12 octobre 1940 et n'ont jamais été réactivés |
| Les données manquantes sont à compléter. |         |                                    |           | |

### Conseillers généraux de 1833 à 2015
| Période | Période          | Identité                                               | Étiquette                | Qualité                                                                                        |
| ------- | ---------------- | ------------------------------------------------------ | ------------------------ | ---------------------------------------------------------------------------------------------- |
| 1833    | 1836             | Louis Prosper Alphonse Vincendon (1814-1887)           |                          | Conseiller à la Cour royale de Grenoble                                                        |
| 1836    | 1845             | Camille Rolland-Garagnol                               |                          | Officier d'artillerie en retraite Adjoint au maire de Bressieux                                |
| 1845    | 1846 (démission) | Louis Prosper Alphonse Vincendon                       |                          | Conseiller à la Cour royale de Grenoble                                                        |
| 1846    | 1848             | François Henri Saint-Romme                             | Gauche                   | Représentant du peuple (1848-1851) Avocat puis magistrat, Roybon                               |
| 1848    | 1852             | Arthus Berger de La Villardière (1803-1899)            |                          | Propriétaire du château maire de La Frette (1848-1852)                                         |
| 1852    | 1867             | Guillaume Simian (1802-1879, frère de François Simian) | Majorité dynastique      | Président du Tribunal civil de Saint-Marcellin                                                 |
| 1867    | 1871             | Joseph Vinoy                                           | Majorité dynastique      | Général de division Sénateur (1865-1870)                                                       |
| 1871    | 1880             | Louis-Ferdinand Jollans                                | Droite                   | Médecin à Sillans                                                                              |
| 1880    | 1889 (décès)     | Etienne Chenavaz                                       | Républicain              | Notaire à Saint-Étienne-de-Saint-Geoirs                                                        |
| 1889    | 1910             | Octave Chenavaz (fils d'Etienne Chenavaz)              | Rad.                     | Avocat - magistrat Député (1895-1910) Maire de Saint-Étienne-de-Saint-Geoirs                   |
| 1910    | 1919             | Alexandre Gagneux (1856-1924)                          | Républicain              | Maire de Saint-Étienne-de-Saint-Geoirs (1895-1914 puis 1919-1924)                              |
| 1919    | 1940             | Louis Guyonnet                                         | Rad.                     | Médecin Maire de Saint-Étienne-de-Saint-Geoirs Sénateur (1938-1941)                            |
|         |                  |                                                        |                          |                                                                                                |
| 1945    | 1951             | Désiré Morel (1902-1966)                               | SFIO                     | Agriculteur à Brézins, ancien résistant                                                        |
| 1951    | 1982             | Jean Bernard                                           | MRP puis CD puis UDF-CDS | Agriculteur Maire de Plan Député (1962-1967)                                                   |
| 1982    | 2015             | René Vette                                             | RPR puis DVD puis SE     | Technicien supérieur des télécommunications Maire de Saint-Étienne-de-Saint-Geoirs (1977-2002) |

## Composition
Le canton de Saint-Étienne-de-Saint-Geoirs groupait douze communes et comptait 10 219 habitants (recensement de 1999 sans doubles comptes).
| Nom                                       | Code Insee | Intercommunalité | Superficie (km2) | Population (dernière pop. légale) | Densité (hab./km2) |
| ----------------------------------------- | ---------- | ---------------- | ---------------- | --------------------------------- | ------------------ |
| Saint-Étienne-de-Saint-Geoirs (chef-lieu) | 38384      | CC Bièvre Isère  | 18,62            | 3 274 (2014)                      | 176                |
| Bressieux                                 | 38056      | CC Bièvre Isère  | 0,89             | 88 (2014)                         | 99                 |
| Brézins                                   | 38058      | CC Bièvre Isère  | 8,26             | 1 979 (2014)                      | 240                |
| Brion                                     | 38060      | CC Bièvre Isère  | 3,94             | 134 (2014)                        | 34                 |
| La Forteresse                             | 38171      | CC Bièvre Isère  | 9,22             | 325 (2014)                        | 35                 |
| La Frette                                 | 38174      | CC Bièvre Isère  | 11,80            | 1 104 (2014)                      | 94                 |
| Plan                                      | 38308      | CC Bièvre Isère  | 6,10             | 252 (2014)                        | 41                 |
| Saint-Geoirs                              | 38387      | CC Bièvre Isère  | 6,93             | 521 (2014)                        | 75                 |
| Saint-Michel-de-Saint-Geoirs              | 38427      | CC Bièvre Isère  | 7,14             | 308 (2014)                        | 43                 |
| Saint-Pierre-de-Bressieux                 | 38440      | CC Bièvre Isère  | 23,08            | 765 (2014)                        | 33                 |
| Saint-Siméon-de-Bressieux                 | 38457      | CC Bièvre Isère  | 18,79            | 2 852 (2014)                      | 152                |
| Sillans                                   | 38490      | CC Bièvre Isère  | 12,61            | 1 884 (2014)                      | 149                |

## Démographie
| 1962  | 1968  | 1975  | 1982  | 1990  | 1999   | 2006   | 2011   | 2012   |
| ----- | ----- | ----- | ----- | ----- | ------ | ------ | ------ | ------ |
| 7 197 | 7 108 | 8 251 | 9 190 | 9 871 | 10 219 | 11 654 | 12 874 | 13 127 |

## Redécoupage des cantons de l'Isère en 2015
Depuis l'entrée en vigueur de la nouvelle carte des cantons de l'Isère présentée par le préfet Richard Samuel et votée par l'Assemblée départementale de l'Isère, le 23 novembre 2013, les douze communes du canton de Saint-Étienne-de-Saint-Geoirs sont rattachées au canton de Bièvre dont le bureau centralisateur est situé à La Côte-Saint-André.